# Dzbańce
Dzbańce est une localité polonaise, située dans la voïvodie d'Opole et le powiat de Głubczyce.